# Quaq quao
Pour les articles homonymes, voir Quao.
 (avril 2016).
Si vous disposez d'ouvrages ou d'articles de référence ou si vous connaissez des sites web de qualité traitant du thème abordé ici, merci de compléter l'article en donnant les références utiles à sa vérifiabilité et en les liant à la section « Notes et références ».
Quaq quao est une série télévisée italienne pour enfants utilisant l'animation de papier en 98 épisodes de 5 minutes créée et réalisée par Francesco Misseri, et diffusée en 1978.
Au Québec, elle est diffusée notamment en septembre 1976 dans Bobino à la Télévision de Radio-Canada, et en France à partir du 9 avril 1979 sur Antenne 2 dans l'émission Récré A2. et en 1993 Canal J et rediffusée depuis le 24 décembre 1998 sur France 3 dans l’émission Génération Albator, et par la suite sur Playhouse Disney.
Quaq quao est le pendant d'une autre émission des mêmes créateurs : Mio Mao.

## Synopsis
Quaq Quao est un canard curieux (en papier plié) qui lors de ses promenades croise d'autres animaux dont il essaie d'imiter le langage, de son côté son vis à vis tente aussi de reproduire celui du canard ce qui donne lieu à une conversation confuse et hilarante entre les deux espèces.